# 利奥波德·沃尔拉布
利奥波德·沃尔拉布（德語：Leopold Wohlrab，1912年3月22日—1981年1月5日），奥地利男子手球运动员。他曾代表奥地利参加1936年夏季奥林匹克运动会手球比赛，获得一枚银牌，他在其中三场比赛有上场。